# أزمة البصل الهندي عام 2010
شملت أزمة البصل الهندي لعام 2010  الارتفاع الهائل في تكلفة البصل عبر الأسواق في الهند. نتجت الأزمة عن هطول الأمطار الكثيف في المناطق المنتِجة للبصل مما أدى إلى ضعفٍ شديد في إنتاج البصل. كما تسببت الأزمة في توتر سياسي في البلاد ووصفت بأنها «مصدر قلق كبير» من قبل رئيس الوزراء آنذاك مانموهان سينغ.

## الخلفية
يعتبر البصل عنصرًا لا غنى عنه في معظم الطبخ الهندي ، حيث يوفر الأساس النابض لألف طبق كاري مختلف وأطباق أخرى. كانت أسعار البصل قضية سياسية مهمة: فقد اعتبرت العامل الحاسم في انتخابات الولاية عام 1998 في دلهي وراجستان ، وكانت مسؤولة عن إسقاط الحكومة المركزية في عام 1980. الهند هي ثاني أكبر منتج للبصل في العالم ، بعد الصين.
خمسة وأربعون في المئة من البصل ينتج في الهند يأتي من ولايات ماهاراشترا وكارناتاكا. في نوفمبر 2010 ، تأخر هطول الأمطار غير المعتاد والمفرط في المناطق المنتجة للبصل مثل ناشيك في ماهاراشترا وصول البصل في الأسواق. في شهر ديسمبر ، عندما يبدأ وصول المحاصيل الطازجة عادة ، انخفضت شحنات البصل من 2000 إلى 3000 طن في اليوم إلى 700-800 طن في اليوم في أسواق نيودلهي ، مما رفع سعر البصل من 35 روبية (49 ¢ الولايات المتحدة) إلى $ 88 (1.20 دولار أمريكي) للكيلوغرام الواحد في فترة أسبوع واحد. كان السعر على بعض البوابات الإلكترونية أقل بكثير ، حوالي 30-40 / كجم.